# Rede

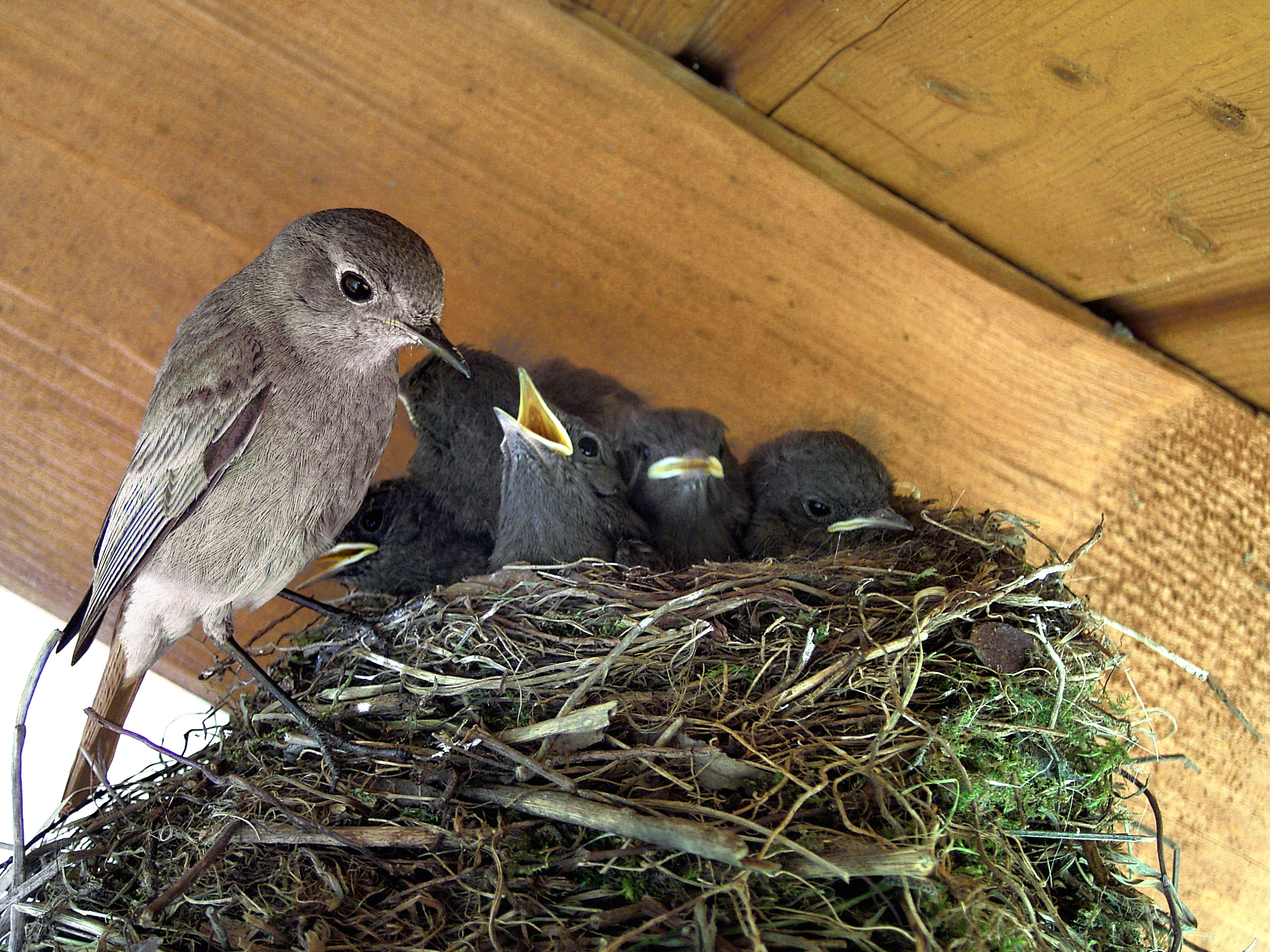
Svart rödstjärts rede.

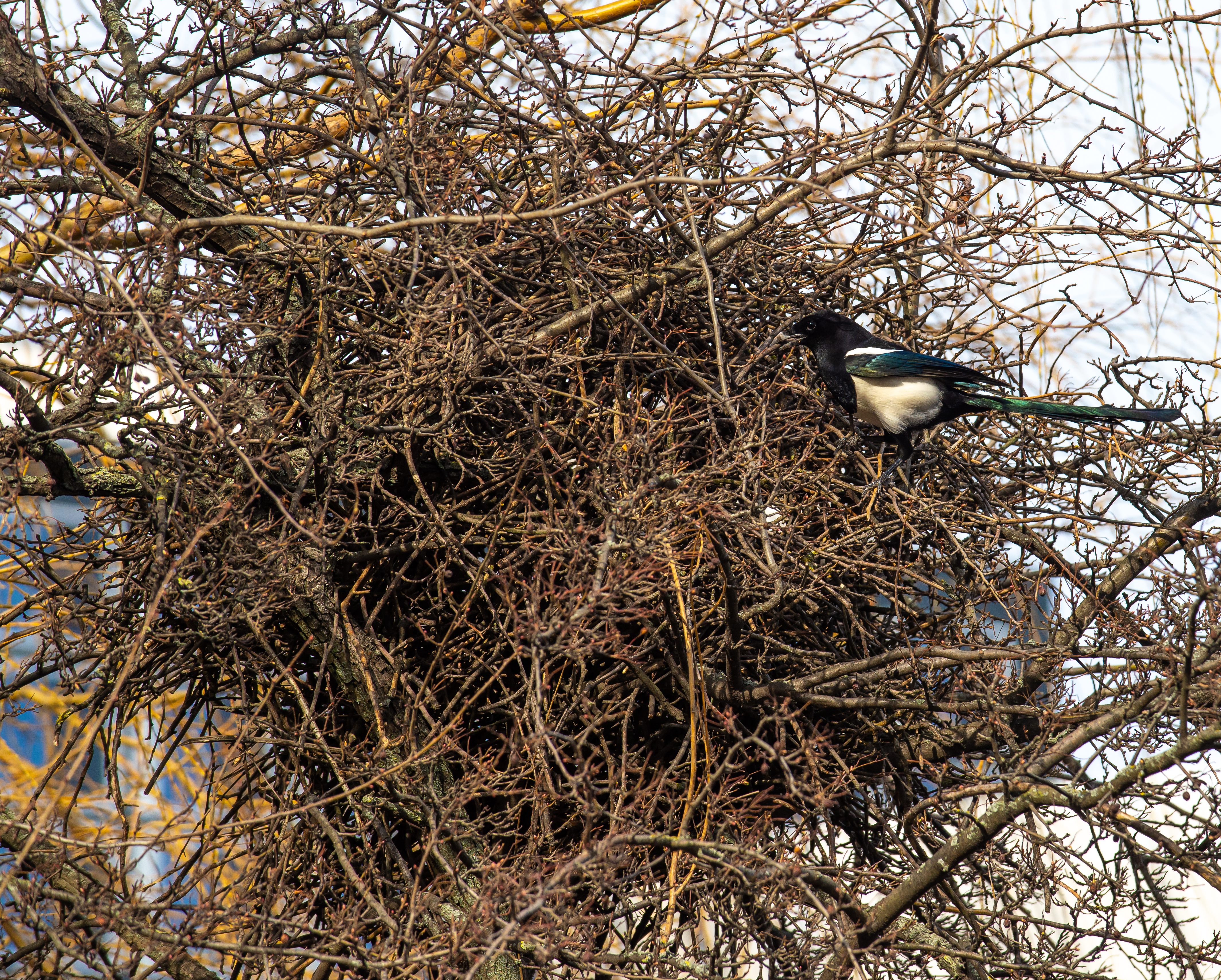
Ett skatbo, där "byggmästaren" (skatan) just anlänt med ännu en kvist för redet.

Rede, näste eller fågelbo är en plats för skydd, där fåglar lägger sina ägg och föder upp sina ungar. Om redet är beläget på marken kallas det bale.
De flesta arter skapar ett revir, som de bland annat försvarar med läten, uppvisning av praktfulla fjäderdräkter och rent fysiska attacker. Vissa fåglar häckar i kolonier, där gruppen hävdar reviret mot yttre angrepp.
Inom reviret byggs ett rede, som kan vara allt ifrån en grund urgröpning i marken till exempelvis en havsörns bo, vilket kan väga mer än ett ton. Det minsta dokumenterade fågelboet är skapat av en kalliopekolibri och har en boskål på bara 2 centimeter.
Vissa arter begagnar samma boplats år efter år, medan andra bygger ny varje år. Ofta byggs flera bon antingen före eller efter parningen. Exempelvis korsnäbbar bygger sina bon redan under vintern och gärdsmygen bygger ett flertal bon – och honan utser sedan det slutgiltiga boet där hon lägger sina ägg. Detta rede är det enda som fodras med dun och fjädrar. Hos ett flertal arter har man observerat att både honan och hanen sätter igång med en form av ceremoniella bobyggen direkt efter parningen.
Vissa arter, såsom backsvala, kungsfiskare samt vissa alkor och liror, gräver gångar i jorden, där de lägger sina ägg.